# Ungstein
Ungstein ist ein Stadtteil von Bad Dürkheim im Landkreis Bad Dürkheim in Rheinland-Pfalz. Ungstein hat ca. 1250 Einwohner und liegt etwa 1 km nordöstlich von Bad Dürkheim an der Deutschen Weinstraße.

## Geschichte
Ungstein war bis zur Eingemeindung nach Bad Dürkheim am 22. April 1972 eine eigenständige Gemeinde und ist bis heute stark vom Weinbau geprägt.
Die älteste erhaltene Erwähnung von Ungstein überliefert der Weißenburger Codex für 714. Jedoch gibt es bereits Zeichen von Besiedlung zur Römerzeit. Bei einer Flurbereinigung im Jahr 1981 wurden die Reste der Villa rustica Weilberg entdeckt. Das ehemalige römische Landgut, laut den Ausgrabungsergebnissen genutzt ab den Jahren 20/30 bis in das frühe 5. Jahrhundert, wurde teilrekonstruiert und ist als Freilichtmuseum zugänglich.
Im Mittelalter war das Kloster Otterberg im Ort begütert.
Bereits für das Jahr 1266 ist Weinbau bzw. Weinverarbeitung in Ungstein nachgewiesen, da Dekan und Stiftskapitel von St. German (Speyer), durch eine Urkunde „Wingerte zu Unkstein und Durkheim“ in Erbpacht unter der Bedingung verliehen, dass der Pächter dem dortigen Kanoniker Stephan, der die Liegenschaften dem Stift geschenkt hatte, „lebenslänglich von der Kelter in Unkstein 3 Fuder Wein jährlich liefern“ sollte.
Der Weiler Pfeffingen kam 1836 zur Gemarkung Ungsteins.

## Politik

### Ortsbeirat
Der Stadtteil Ungstein umfasst einen von fünf Ortsbezirken der Stadt Bad Dürkheim und wird politisch von einem Ortsbeirat und einem Ortsvorsteher vertreten.
Der Ortsbeirat hat sieben Mitglieder. Bei der Kommunalwahl am 9. Juni 2024 wurden die Beiratsmitglieder in einer personalisierten Verhältniswahl gewählt. Die Sitzverteilung im gewählten Ortsbeirat:
| Wahl | SPD | CDU | Grüne | FDP | FWG | Gesamt  |
| ---- | --- | --- | ----- | --- | --- | ------- |
| 2024 | 1   | 4   | 1     | 0   | 1   | 7 Sitze |
| 2019 | 1   | 4   | 1     | –   | 1   | 7 Sitze |
| 2014 | 2   | 4   | –     | –   | 1   | 7 Sitze |

- FWG = Freie Wählergemeinschaft Stadtverband Bad Dürkheim e. V.

### Ortsvorsteher
Ortsvorsteher ist Andreas Wolf (CDU). Bei der Direktwahl am 26. Mai 2019 wurde er mit einem Stimmenanteil von 66,05 % gewählt und damit Nachfolger seines Vaters Walter Wolf (CDU), der nicht mehr kandidiert hatte. Bei der Direktwahl am 9. Juni 2024 setzte er sich mit 76,56 % gegen eine Mitbewerberin durch und wurde somit für fünf weitere Jahre in seinem Amt bestätigt.

## Wappen
| Wappen von Ungstein | Blasonierung: „In Blau ein silbernes Gemarkungszeichen in Form eines Patriarchenkreuzes, dessen unterer Querarm beidseits hufeisenförmig herabgebogen ist.“ |
| Wappen von Ungstein | |

## Kultur
In Ungstein existieren unter anderem ein Gesangverein, eine Trachtengruppe und ein Sportverein.

## Persönlichkeiten

### In Ungstein geboren
- Georg Friedrich Koch (1808–1874), Botaniker, Mediziner und Naturwissenschaftler
- Elise Dosenheimer (1868–1959), Germanistin, Dozentin, Publizistin und Frauenrechtlerin[13]
- Emil Dosenheimer (1870–1936), Jurist[13]
- Emil Schick (1880–1965), deutscher Landrat
- Fritz Schumann (* 1939), Önologe

### Mit Ungstein verbunden
- Wilhelm Bruns (* 1963), gründete 2003 in Ungstein die dort bis 2018 bestehende und von ihm geleitete Internationale Naturhorn Akademie.[14]

## Sonstiges
Der Trassenverlauf der Bundesstraße 271 führt nördlich von Bad Dürkheim durch die Ortschaften und damit auch durch Ungstein. Eine Umgehungsstraße ist im Bundesverkehrswegeplan 2030 als vordringlicher Bedarf enthalten.